# 塔蘭·奧柏諾
塔蘭·奧柏諾（英語：Trent Opaloch）是一位著名的加拿大電影攝影師，主要與導演尼爾·布洛姆坎普和罗素兄弟合作，代表作品包含《第九禁區》（2009年）、《極樂世界》（2013年）、《美國隊長2：酷寒戰士》（2014年）及《美國隊長3：英雄內戰》（2016年）。

## 生平
奧柏諾在安大略省的雷灣長大。他在聯邦學院學習有關電影製作的課程，接著前往溫哥華開始他的職業生涯。

## 作品
- 《黃色（英语：Yellow (2006 short film)）》（2006年）
- 《第九禁區》（2009年）
- 《極樂世界》（2013年）
- 《美國隊長2：酷寒戰士》（2014年）
- 《成人世界》（2015年）
- 《美國隊長3：英雄內戰》（2016年）
- 《復仇者聯盟3：無限之戰》（2018年）[3]
- 《復仇者聯盟：終局之戰》（2019年）[3]

## 外部連結
- 官方网站
- 塔蘭·奧柏諾在互联网电影资料库（IMDb）上的資料（英文）